# Combat d'El Bodón
Guerre d'indépendance espagnole
Batailles
- Olivença (01-1811)
- Gebora (02-1811)
- Campo Maior (03-1811)
- 1re Badajoz (04-1811)
- Fuentes de Oñoro (05-1811)
- Albuera (05-1811)
- Usagre (05-1811)
- Cogorderos (06-1811)
- Carpio (09-1811)
- El Bodón (09-1811)
- Aldeia da Ponte (09-1811)
- Arroyomolinos (10-1811)
- Tarifa (12-1811)
- Navas de Membrillo
- Almagro (01-1812)
- 2e Ciudad Rodrigo (01-1812)
- 2e Badajoz (03-1812)
- Villagarcia (04-1812)
- Almaraz (05-1812)
- Maguilla (06-1812)
- Arapiles (07-1812)
- García Hernández (07-1812)
- Majadahonda (08-1812)
- Retiro (08-1812)
- Madrid (08-1812)
- Burgos (09-1812)
- Villodrigo (10-1812)
- Tordesillas (10-1812)
- Alba de Tormes (11-1812) (es)
- San Muñoz (11-1812)

Le combat d'El Bodón se déroule le 25 septembre 1811 à El Bodón en Espagne, dans le cadre de la guerre d'indépendance espagnole. Il oppose la cavalerie française du général Louis Pierre de Montbrun à un contingent anglo-portugais sous le commandement du marquis de Wellington. L'affrontement se solde par une retraite des Alliés.
À l'été 1811, l'armée anglo-portugaise de Wellington pénètre en Espagne et met le siège devant Ciudad Rodrigo. Le maréchal Marmont se porte alors au secours de la place avec l'armée du Portugal. Le 25 septembre, la division de cavalerie du général Montbrun, déployée en avant-garde, se heurte aux forces adverses dirigées par Wellington. Les troupes alliées renoncent peu après à s'emparer de Ciudad Rodrigo et se retirent sur la frontière. Bien que d'une importance mineure, ce combat est révélateur des difficultés rencontrées par Wellington dans sa progression sur le sol espagnol.

## Contexte
À l'issue des batailles de Fuentes de Oñoro (du 3 au 5 mai 1811) et d'Albuera (16 mai), l'armée anglo-portugaise met le siège devant Badajoz, mais une contre-offensive française l'oblige à rétrograder sur Elvas. Le maréchal Auguste Marmont, commandant en chef l'armée française du Portugal, positionne ses troupes autour de Navalmoral afin de protéger à la fois Badajoz et Ciudad Rodrigo. Dans les dix semaines qui suivent, profitant de l'inactivité de son adversaire, Marmont s'emploie à réorganiser et compléter ses forces, fortement diminuées après l'échec de la troisième invasion du Portugal et la bataille de Fuentes de Oñoro.
De son côté, le marquis de Wellington projette de s'emparer des deux villes de Badajoz et Ciudad Rodrigo en vue de la reconquête de l'Espagne, en dépit de l'absence de soutien de ses alliés espagnols. Son intention est de se concentrer prioritairement sur Ciudad Rodrigo tout en n'excluant pas un abandon des opérations si la résistance française se montre trop forte. En outre, le commandant britannique sait qu'il ne peut pas non plus compter sur des renforts en provenance d'Estrémadure, où les 16 000 hommes du général Hill fixent le corps français de Drouet d'Erlon devant Badajoz.
Le choix de Wellington d'attaquer Ciudad Rodrigo plutôt que Badajoz s'explique à la fois par le soutien au nord des milices portugaises, capables d'entreprendre des opérations secondaires ; par le relief montagneux du terrain qui lui est doublement favorable, d'une part en lui offrant de solides positions défensives et d'autre part en réduisant l'efficacité de la cavalerie française, plus nombreuse que la sienne ; et enfin par le fait qu'en attirant son adversaire vers le nord, Wellington espère priver Marmont de l'appui de Soult, en Andalousie, et d'empêcher ainsi la réunion des deux principales armées impériales du secteur — l'armée du Nord, bien que numériquement importante, étant dans l'incapacité de soutenir Marmont.
Face à la supériorité de son adversaire, et dans l'attente de son train de siège (artillerie et matériel du génie), Wellington se borne à isoler Ciudad Rodrigo en empêchant toute communication avec l'extérieur. Le blocus commence le 11 août 1811. Le 12, Wellington établit son quartier-général à Fuenteguinaldo, alors que les forces non engagées dans les opérations de siège restent cantonnées à l'arrière. La coupure des lignes de communication entre Ciudad Rodrigo et Salamanque n'entraîne aucune réaction immédiate de la part des Français ; la cité assiégée a en effet été ravitaillée deux jours avant l'arrivée des Anglo-Espagnols et dispose de provisions jusqu'à début octobre. Un courrier intercepté le 16 septembre précise qu'un convoi de vivres est prêt à quitter Salamanque le 21, tandis que des dépêches également tombées aux mains des assiégeants informent que l'armée du Nord et l'armée du Portugal sont en train d'effectuer leur jonction, donnant une importante supériorité numérique aux Français.
Dans ces conditions, Wellington fait le choix de demeurer autour de Ciudad Rodrigo afin de préserver ses troupes, qu'il sait suffisamment fortes pour livrer bataille en rase campagne. Le général en chef britannique met également à profit le relief montagneux de la région pour bâtir des retranchements à Fuenteguinaldo ainsi qu'à Rendo et Alfaiates, non loin de Sabugal.

## Topographie du terrain
El Bodón (voir carte) est un petit village situé à environ 15 km au sud-ouest de Ciudad Rodrigo, installé sur un plateau entourant la ville et où transite la route reliant Ciudad Rodrigo à Fuenteguinaldo. À cet endroit, aussi bien à l'est qu'au sud et à l'ouest, le terrain en pente offre une position dominante à un éventuel occupant.

## Forces en présence

### Ordre de bataille français
Les troupes françaises présentes dans la région, en plus de la garnison de Ciudad Rodrigo, appartiennent à l'armée du Portugal commandée par le maréchal Marmont et à l'armée du Nord dirigée par le général Dorsenne. Les effectifs en présence de ces deux armées se montent à 27 500 hommes pour Marmont et 29 000 hommes pour Dorsenne, formant un total disponible de 56 500 soldats.

#### Armée du Portugal

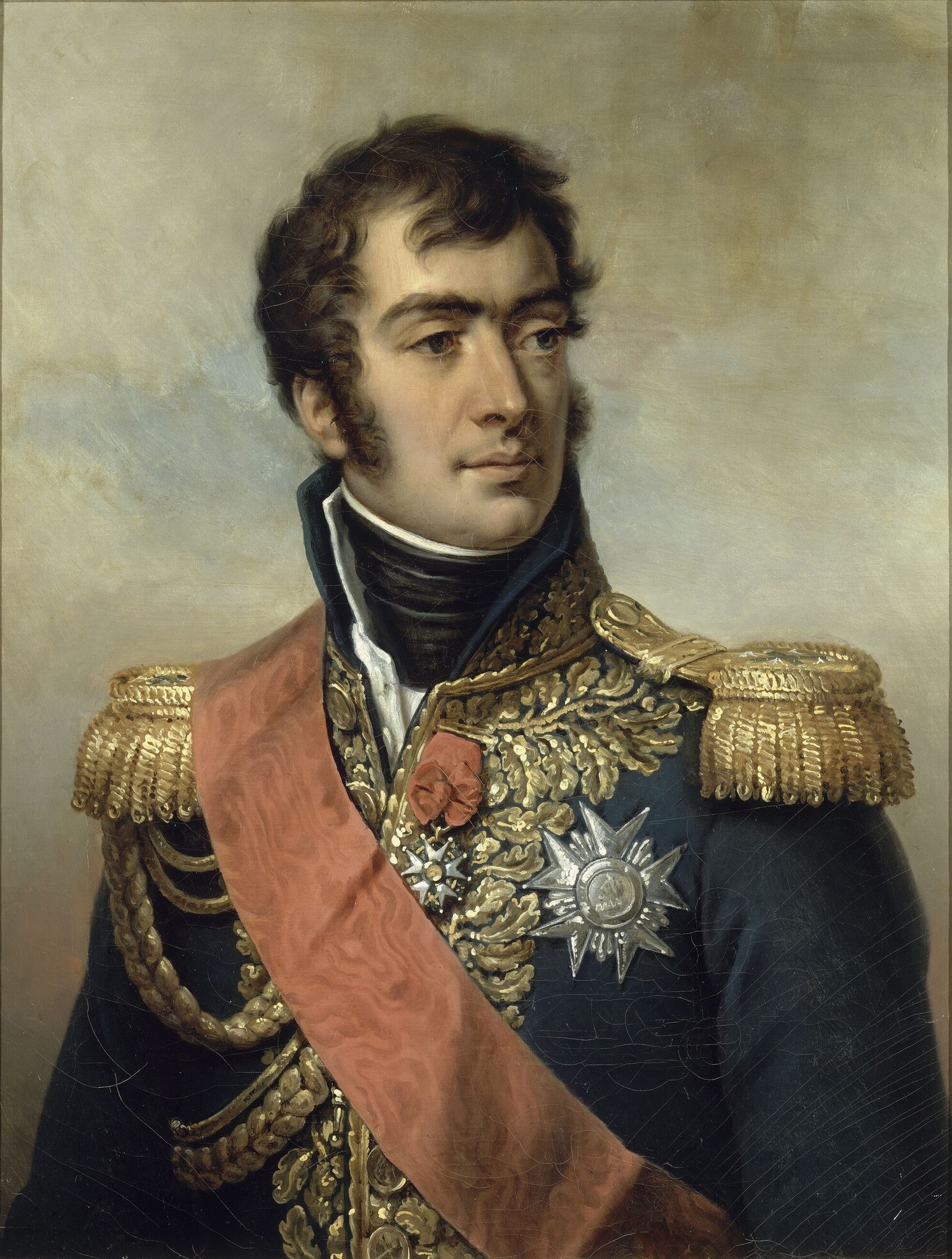
Le maréchal Marmont, commandant en chef l'armée du Portugal.

Cette armée, au commandement de laquelle Marmont a remplacé le maréchal Masséna, comprend six divisions d'infanterie, deux brigades de cavalerie légère et une division de dragons. Sa composition est la suivante :
Maréchal Auguste Frédéric Viesse de Marmont, commandant en chef — 32 467 fantassins, 3 341 cavaliers et 2 875 artilleurs, hommes du train et sapeurs
- Division Maximilien Sébastien Foy — 12 bataillons d'infanterie, 5 541 hommes
- Division Bertrand Clauzel — 12 bataillons d'infanterie, 6 501 hommes
- Division Claude-François Ferey — 11 bataillons d'infanterie, 5 072 hommes
- Division Jacques Thomas Sarrut — 9 bataillons d'infanterie, 4 922 hommes
- Division Antoine Louis Popon de Maucune — 12 bataillons d'infanterie, 5 049 hommes
- Division Antoine François Brenier de Montmorand — 9 bataillons d'infanterie, 5 332 hommes
- Brigade de cavalerie légère : général de brigade Auguste Étienne Marie Gourlez de Lamotte — 4 régiments, 613 hommes[6]
  - 1er régiment de hussards
  - 3e régiment de hussards
  - 15e régiment de chasseurs à cheval
  - 22e régiment de chasseurs à cheval
- Brigade de cavalerie légère : général de brigade François Fournier — 3 régiments, 701 hommes[6]
- Division de dragons : général de division Louis Pierre de Montbrun — 2 brigades, 7 régiments, 1 463 hommes.

#### Armée du Nord
L'armée commandée par le général de division Jean Marie Pierre Dorsenne est à ce moment la plus grande armée française dans la péninsule espagnole, avec 88 442 hommes disponibles en date du 15 juillet. Cependant, la majeure partie d'entre eux sont utilisés à la garnison des places du nord de l'Espagne, si bien que Dorsenne ne peut mobiliser que 27 000 fantassins et 2 000 cavaliers pour appuyer Marmont.

### Ordre de bataille anglo-portugais

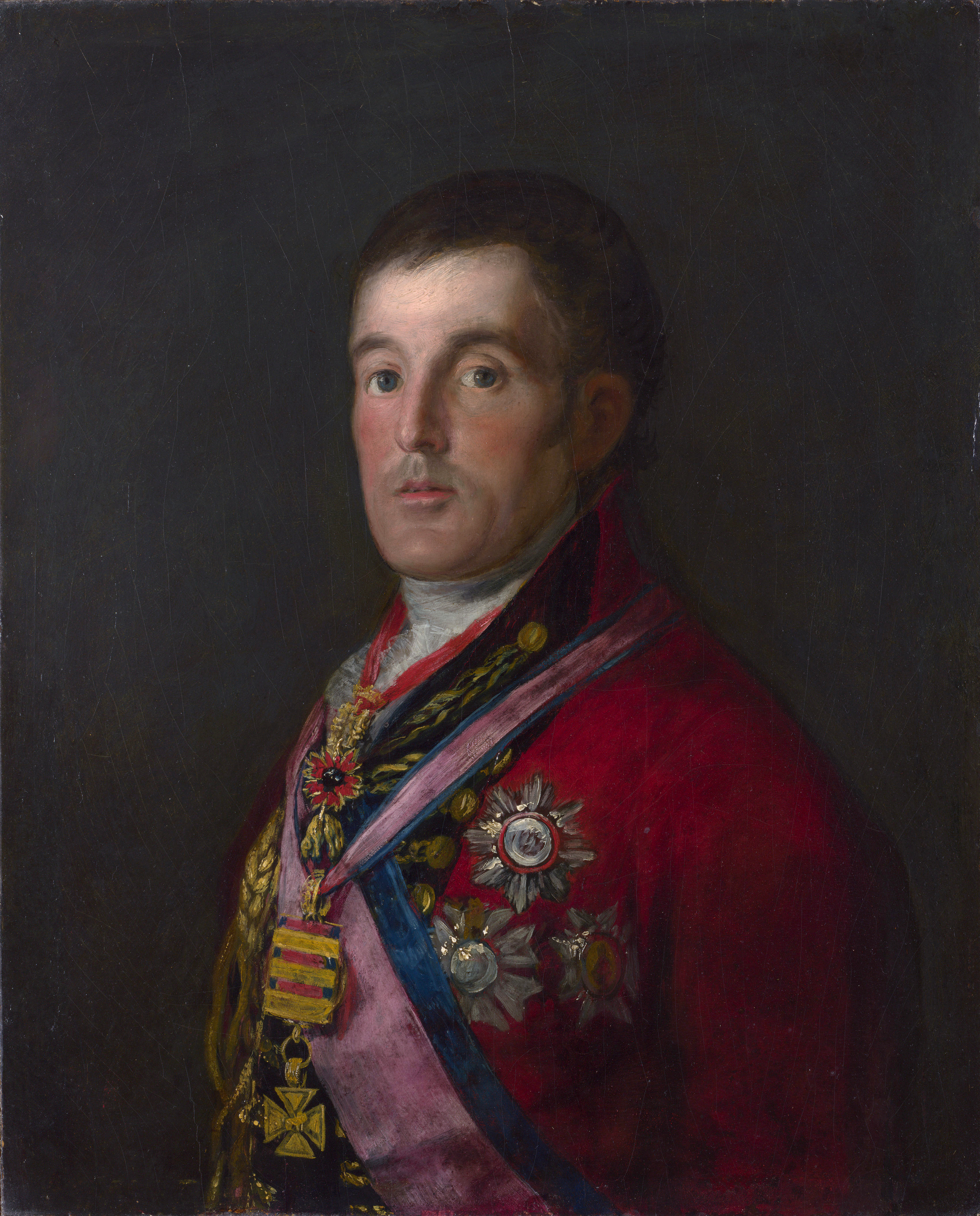
Le marquis de Wellington, commandant en chef l'armée anglo-portugaise.

Wellington aligne près de 46 000 hommes, dont 17 000 Portugais. Sa cavalerie comprend au total 3 100 sabres incluant 900 Portugais. L'historien britannique Charles Oman remarque que la faiblesse relative des effectifs s'explique par le nombre de malades, en prenant l'exemple des bataillons arrivés à Lisbonne au mois de juin, forts d'entre 700 et 800 hommes, et réduits en septembre à 400 ou 500 soldats : ainsi, le 40e Regiment of Foot compte, au 15 septembre, 513 malades sur un effectif théorique de 791 hommes. En cas d'affrontement, Wellington peut réunir les troupes suivantes : 
- 1re division d'infanterie (à Carpio de Azaba) : lieutenant-général Thomas Graham — 4 926 hommes
- 3e division d'infanterie : lieutenant-général Thomas Picton — 3 brigades, 5 277 hommes
  - Brigade A : lieutenant-colonel Wallace, commandant par intérim en remplacement du major-général Henry MacKinnon — 2 141 hommes
    - 1er bataillon du 45e Regiment of Foot — 1 bataillon
    - 1er bataillon du 74e Regiment of Foot — 1 bataillon
    - 1er bataillon du 88e Regiment of Foot — 1 bataillon
    - 5e bataillon du 60e Regiment of Foot — 3 compagnies

  - Brigade B : major-général Charles Colville — 1 847 hommes
    - 2e bataillon du 5e Regiment of Foot — 1 bataillon
    - 2e bataillon du 83e Regiment of Foot — 1 bataillon[10]
    - 77e Regiment of Foot — 1 bataillon
    - 94e Regiment of Foot — 1 bataillon[11]

  - 1re brigade portugaise : brigadier-général Luís Inácio Xavier Palmeirim — 4 bataillons
    - 1er et 2e bataillons du régiment d'infanterie no 9, lieutenant-colonel Charles Sutton — 2 bataillons
    - 1er et 2e bataillons du régiment d'infanterie no 21, lieutenant-colonel José Joaquim Champalimaud — 2 bataillons
- 4e division (à Fuenteguinaldo) — 6 483 hommes
- 5e division (dans la Sierra de Gata) — 5 005 hommes
- 6e division (sur la rivière Azaba) — 5 687 hommes
- 7e division (entre Sabugal et Fuenteguinaldo) — 5 102 hommes
- « Division légère » (près de Martiago) — 4 200 hommes
- Corps de cavalerie : major-général Stapleton Cotton — 6 brigades, 4 026 sabres
- Artillerie — 11 batteries à cheval et de campagne
  - Artillerie à cheval britannique — 3 batteries
  - Artillerie de campagne — 1 batterie de la King's German Legion et 5 batteries portugaises

## Déroulement du combat

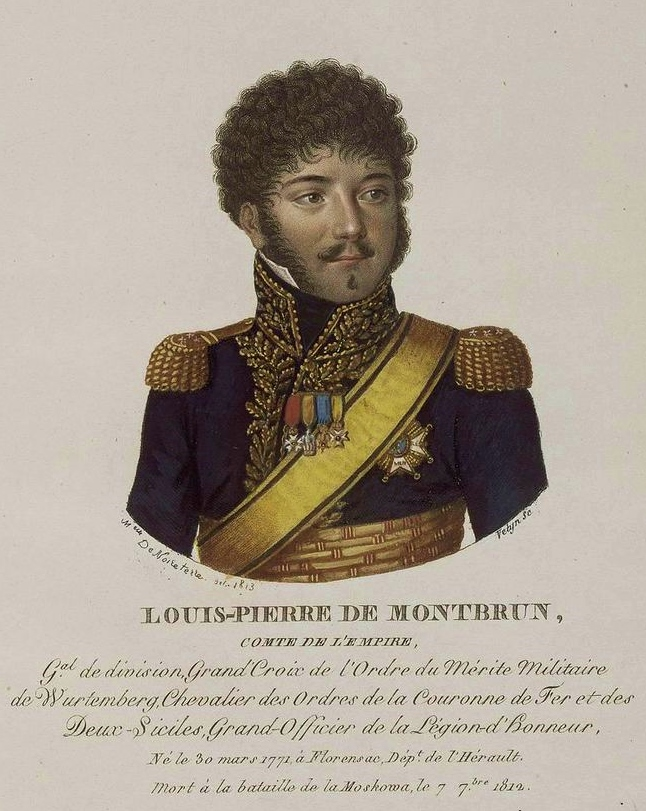
Le général de division Louis Pierre de Montbrun, commandant la division de dragons de l'armée du Portugal.

Un contingent militaire français, mêlant des troupes de l'armée du Portugal et de l'armée du Nord, s'approche de Ciudad Rodrigo afin d'assurer le ravitaillement de la place et forcer les assiégeants à lever le blocus. Envoyée en avant-garde, la cavalerie arrive sous les murs de la ville le 23 septembre où elle est rejointe par l'infanterie le lendemain. Devant l'arrivée des Français, les éléments de cavalerie britanniques positionnés au nord de l'Águeda se retirent vers le sud en laissant ouverte la route de Salamanque. Dans le même temps, les 1re et 6e divisions britanniques s'avancent sur Carpio de Azaba pour couvrir celle d'Almeida ; Wellington et la 4e division restent à Fuenteguinaldo tandis que la 3e occupe Pastores et El Bodón. La « division légère » se trouve à Martiago. Un rideau de cavalerie protège l'ensemble, avec la division portugaise Madden sur le cours inférieur de l'Águeda, la brigade Anson sur la route de Carpio, et enfin la brigade Alten sur le cours supérieur de l'Águeda entre Carpio et Pastores.
Ne croyant pas les Français capables de pousser au-delà de Ciudad Rodrigo, le général en chef britannique a imprudemment dispersé ses troupes, donnant à ses adversaires la possibilité de s'immiscer dans les intervalles entre les différentes unités et ainsi empêcher leur concentration à Fuenteguinaldo. Les troupes françaises tâtent le dispositif de Wellington, ce qui donne lieu à quelques accrochages sans grandes conséquences aux alentours de Carpio. Cependant, la situation s'aggrave rapidement dans le secteur de la 3e division à El Bodón.
Le général Montbrun emprunte la route de Fuenteguinaldo avec sa division de dragons et les brigades de cavalerie légère Lamotte et Fournier. Une fois l'Águeda franchi, il continue son chemin, à peine gêné par la brigade Alten qui ne peut rien faire pour ralentir les cavaliers français. Ces derniers ne tardent pas à se retrouver en plein cœur du dispositif de la 3e division, fractionnée en plusieurs groupes sur un front large d'une dizaine de kilomètres. Une partie de la brigade A (1er bataillon du 74e régiment d'infanterie et trois compagnies du 5e bataillon du 60e) est à Pastores tandis que le reste de la brigade occupe El Bodón à environ 5 km au sud-ouest. La brigade B et la brigade portugaise sont divisées en deux groupes : le premier, composé du 2e bataillon du 5e, du 77e et du régiment d'infanterie portugais no 21, occupe une hauteur où passe la route reliant Ciudad Rodrigo à Fuenteguinaldo ; le second — 2e bataillon du 83e, 94e et régiment d'infanterie portugais no 9 — forme l'aile gauche de la division au nord-est. Les cinq escadrons de cavalerie de la brigade Alten sont en position au centre, accompagnés de deux batteries portugaises sous le commandement du major von Arentschildt.

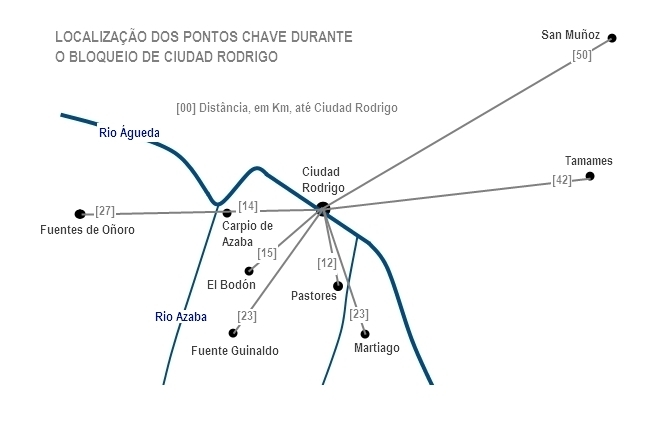
Carte de Ciudad Rodrigo et de ses environs en septembre 1811. El Bodón est au sud-ouest, à 15 km de la ville.

La présence de Montbrun dans ce secteur découle d'un ordre de Marmont qui, soupçonnant l'existence de réserves derrière les corps dispersés de Wellington, a confié au général une mission de reconnaissance destinée à localiser l'armée adverse et à évaluer sa force. Montbrun attaque donc sur la route de Fuenteguinaldo les unités anglo-portugaises qu'il voit devant lui, soit le 2e bataillon du 5e régiment d'infanterie, le bataillon du 77e, le régiment portugais no 21 et l'artillerie de Arentschildt, l'ensemble étant couvert sur son flanc droit par la cavalerie de Alten. Ces troupes reçoivent l'ordre de tenir aussi longtemps que possible afin de couvrir le repli des unités déployées à Pastores et El Bodón. Le combat se déroule sur plus d'une heure. Montbrun progresse en trois colonnes chacune formée d'une brigade, une autre constituant la réserve. L'affrontement est bientôt acharné sur toute la ligne. À maintes reprises, les escadrons d'Alten chargent de front la force d'attaque avant de se retirer à l'abri de leur infanterie. Cette manœuvre est répétée huit à neuf fois de suite pour chaque escadron, si bien qu'au bout de quarante assauts, les Français n'ont toujours pas réussi à atteindre les hauteurs.

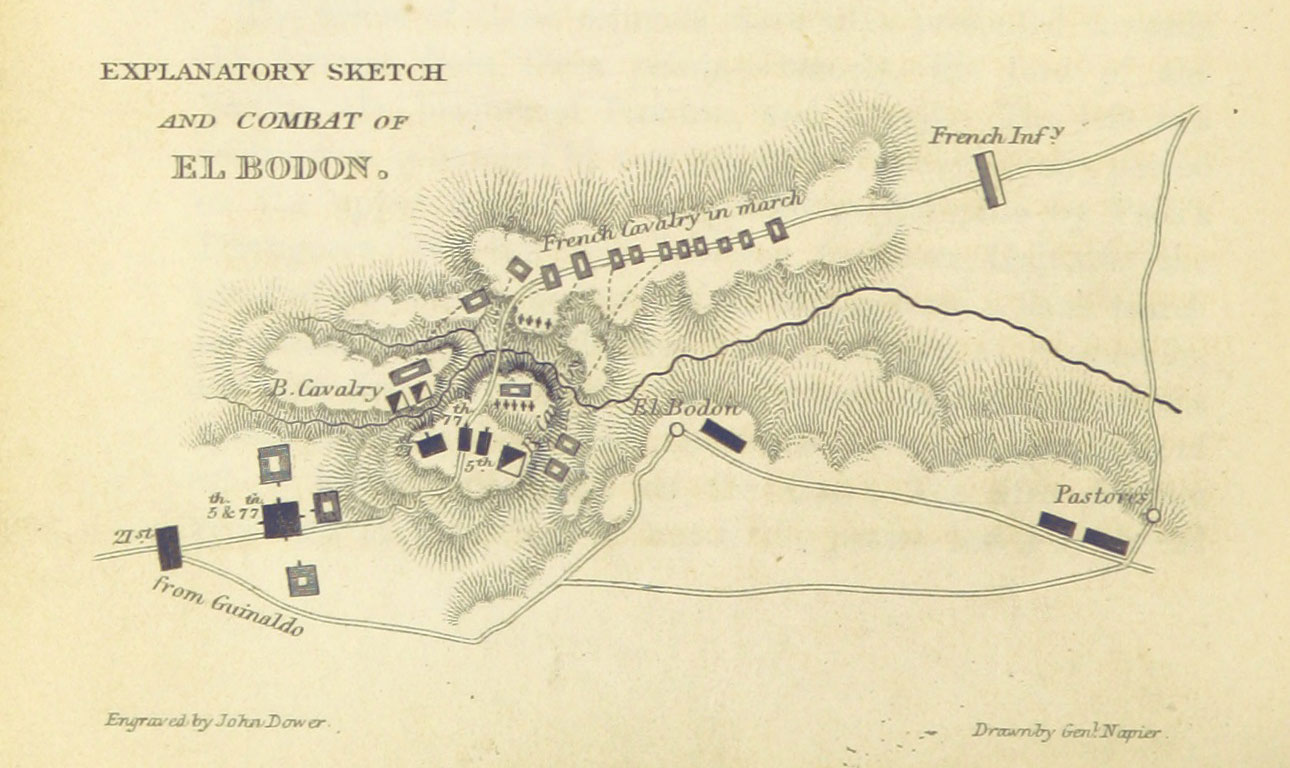
Plan du combat d'El Bodón.

Une brigade de cavalerie française finit néanmoins par atteindre les canons portugais et à s'emparer de quatre d'entre eux, en dépit des pertes causées par la mitraille et le courage des artilleurs qui ont tenu leur position jusqu'au dernier moment. Positionné tout près des canons, le 2e bataillon du 5e régiment d'infanterie, commandé par le major Ridge, s'élance sur les dragons français, les repousse et récupère les pièces. Renonçant à une nouvelle attaque frontale, Montbrun lance une brigade entre le lieu des combats et le village d'El Bodón. La garnison de la localité — 1ers bataillons des 45e et 88e Regiments of Foot — et les unités déployées sur Pastores — 1er bataillon du 74e Regiment of Foot et trois compagnies du 5e bataillon du 60e — se dirigent alors vers Fuenteguinaldo par deux routes différentes. Le premier contingent subit de plein fouet l'assaut français et menace d'être coupé du reste des troupes. À ce moment, Wellington donne l'ordre à toutes les troupes du secteur de battre en retraite sur Fuenteguinaldo. L'artillerie portugaise décroche la première, soutenue par le régiment portugais no 21 jusque-là tenu en réserve, suivi par le 2e bataillon du 5e et le 77e formés en carré pour résister à une éventuelle charge de cavalerie. Deux escadrons de la King's German Legion, chargés de tenir les hauteurs aussi longtemps que possible, quittent la position en dernier.
Sitôt constaté le repli des forces anglo-portugaises, Montbrun déclenche la poursuite. Les deux escadrons de hussards de la KGL, confrontés à un adversaire largement supérieur en nombre, se replient à proximité du 21e régiment portugais. En conséquence, le carré formé par le 2e bataillon du 5e et le 77e régiment d'infanterie se retrouve directement exposé et est attaqué simultanément de trois côtés par la cavalerie française. L'infanterie britannique conserve cependant sa discipline et n'ouvre le feu qu'à une trentaine de pas sur les dragons français. Ces derniers essuient des pertes importantes et se replient à quelque distance pour se réorganiser. Le 21e régiment portugais, légèrement en retrait du 5e/77e, a également formé le carré. Montbrun interrompt alors ses attaques et fait pilonner l'infanterie alliée en retraite par son artillerie. Malgré le feu efficace des canons français, celle-ci parvient à reculer en bon ordre sur plus de 9 km, soutenue par les dragons de Grey venus de Fuenteguinaldo. Les troupes anglo-portugaises font peu après leur jonction avec la 4e division dans cette localité.

## Bilan et conséquences
Lors des combats entre Carpio et El Bodón, les Alliés ont perdu 151 hommes (dont 12 à Carpio), essentiellement parmi les hussards de la King's German Legion. Les pertes de la cavalerie française ne sont pas connues avec précision mais Oman les évalue à au moins 200 hommes. 
L'historien français Jacques Garnier considère Montbrun comme le vainqueur du combat. De même, Robert Burnham indique que Montbrun « fut l'un des rares généraux français à pouvoir se vanter d'avoir battu le duc de Wellington, en étant resté maître du terrain à El Bodon ». À l'inverse, Digby Smith affirme que le résultat de l'engagement est indécis et note que « la cavalerie française, bien que supérieure en nombre, ne pouvait pas, à elle seule, infliger de dommages sérieux au contingent allié plus faible mais composé de soldats des trois armes ».